# Новочернещинский сельский совет (Харьковская область)
Новочернещинский сельский совет — входит в состав Сахновщинского района Харьковской области Украины.
Административный центр сельского совета находится в селе Новая Чернещина.

## История
- 1924 — дата образования.

## Населённые пункты совета
- село Новая Чернещина
- село Калиновка
- село Константиновка